# Vysněná meta
Vysněná meta (v anglickém originále Pitch) je americký dramatický televizní seriál od tvůrců Dana Fogelmana a Ricka Singera, který vysílala televizní stanice Fox od 22. září 2016 do 8. prosince 2016. 1. května 2017 byl seriál zrušen.

## Příběh
Seriál sleduje baseballovou MLB, ve které se poprvé na americké půdě objevuje mladá žena, kterou si vybere klub San Diego Padres

## Obsazení

### Hlavní role
- Kylie Bunbury jako Ginny Baker, první nadhazovačka v MLB
- Mark-Paul Gosselaar jako Mike Lawson, chytač
- Mark Consuelos jako Oscar Arguella, hlavní manažer
- Mo McRae jako Blip Sanders, Ginnin spoluhráč, se kterým již dříve hrála v nižší lize
- Meagan Holder jako Evelyn Sanders, Blipova manželka a Ginnina kamarádka
- Tim Jo jako Eliot, manažer týmu přes sociální média
- Dan Lauria jako Al Luongo, manažer baseballového týmu
- Ali Larter jako Amelia Slater, Ginnina manažerka

### Vedlejší role
- Michael Beach jako Bill Baker, Ginnin otec
- B.J. Britt jakoWill Baker, Ginny bratr
- Bob Balaban jako Frank Reid, majitel San Diego Padres
- Kelly Jenrette jako Rhonda, Oscarova asistentka
- Kevin Connolly jako Charlie Graham
- Jack McGee jako BuckGardland, trenér
- Christian Ochoa jako Livan Duarte
- JoAnna Garcia Swisher jako Rachel Patrick, Mikova ex-manželka
- Sarah Shahi jako Natalie Lungo, Alova dcera

## Seznam dílů
| Č. v seriálu | Původní název                          | Český název             | Režie          | Scénář                                    | Premiéra v USA     | Premiéra v ČR     |
| ------------ | -------------------------------------- | ----------------------- | -------------- | ----------------------------------------- | ------------------ | ----------------- |
| 1            | Pilot                                  | První zápas             | Paris Barclay  | Dan Fogelman a Rick Singer                | 22. září 2016      | 24. prosince 2017 |
| 2            | The Interim                            | Mezidobí                | Paris Barclay  | Dan Fogelamn                              | 29. září 2016      | 30. prosince 2017 |
| 3            | Beanball                               | Do těla                 | Kenneth Fink   | Kevin Falls                               | 6. října 2016      | 31. prosince 2017 |
| 4            | The Break                              | Šance                   | Regina Kingová | Rick Singer                               | 13. října 2016     | 6. ledna 2018     |
| 5            | Alfonzo Guzman-Chavez                  | Přestupy                | Paris Barclay  | Becky Hartman Edwards                     | 27. října 2016     | 7. ledna 2018     |
| 6            | Wear It                                | Na očích                | Joanna Kerns   | Jonathan Igla                             | 3. listopadu 2016  | 13. ledna 2018    |
| 7            | San Francisco                          | San Francisco           | Mary Lou Belli | Eli Attie a Kevin Falls                   | 10. listopadu 2016 | 14. ledna 2018    |
| 8            | Unstoppable Forces & Immovable Objects | Zdrcující síla paradoxu | Chris Koch     | Becky Harman Edwards & Ester Lou Weithers | 17. listopadu 2016 | 20. ledna 2018    |
| 9            | Scratched                              | Poslední zápas          | Zetna Fuentes  | Tanner Bean a Katrina Matthewson          | 1. prosince 2016   | 21. ledna 2018    |
| 10           | Don't Say It                           | Neříkej to              | Paris Barclay  | Dan Fogelman a Rick Singer                | 8. prosince 2016   | 27. ledna 2018    |

## Produkce

### Vývoj a natáčení
Pilotní epizoda vytvořená Danem Fogelmanem a Rickem Singerem byla prodaná 8. září 2015. 14. ledna 2016 stanice Fox objednala natočení pilotní epizody. Tvůrci začali obsazovat do rolí 24. února 2016. Pilotní epizoda byla vybrána do vysílací sezóny 10. května 2016.
Seriál byl natáčen v San Diegu v Kalifornii.

### Casting
V lednu 2016 byla do hlavní role obsazena Kylie Bunbury. V únoru se k obsazení přidali Mark-Paul Gosselaar, Mo McRae, Meagan Holder, Tim Jo a Dan Lauria. V březnu 2016 Ali Larter nahradila Elisabeth Shue v roli Amelie Slater, manažerky Ginny. V květnu 2016 Mark Consuelos získal roli Oscara Arguelly, hlavního manažera týmu.

## Kritika
Na recenzní stránce Rotten Tomatoes získal z 27 započtených recenzí 93 procent.